# NGC 2884
NGC 2884 is een spiraalvormig sterrenstelsel in het sterrenbeeld Waterslang. Het hemelobject werd op 27 februari 1865 ontdekt door de Duits-Deense astronoom Heinrich Louis d'Arrest.

## Synoniemen
- MCG -2-24-22$
- IRAS 09239-1120
- PGC 26773